# Новоселівський район
Новоселівський район (до 1944 року Фрайдорфський район) — колишня адміністративно-територіальна одиниця Кримської АРСР і Кримської області в північно-західному Криму з райцентром у смт Новоселівське.

## Історія
Фрайдорфський єврейський національний район був утворений наказом Кримського ЦВК від 15 вересня 1930 року, датою початку існування прийнято вважати 13 жовтня 1930 року.
Створений виділенням частин Євпаторійського, Джанкойського і Сімферопольського районів.
14 грудня 1944 року, указом Президії Верховної Ради РРФСР «Про перейменування районів і районних центрів Кримської АРСР» Фрайдорфський район був перейменований на Новоселівський.
З 25 червня 1946 року район перебував у складі Кримської області РРФСР, а 26 квітня 1954 року Кримська область була передана зі складу РРФСР до складу УРСР. Новоселівський район був скасований 25 липня 1953 року, його територія розподілена між Роздольненським, Первомайським і Сакським районами.